# اقتصاد دانمارک
اقتصاد دانمارک یک اقتصاد ترکیبی توسعه یافته و متنوع است.
از نظر شاخص فساد اقتصادی، دانمارک (به همراه کشورهای دیگری همچون فنلاند و نیوزیلند) سال‌های زیادی به عنوان کشور نمونه که کمترین فساد اقتصادی را داشته‌است، معرفی شده‌است.
واحد پولی دانمارک کرون دانمارک است. این کشور که به عنوان یکی از کشورهای اتحادیه اروپا از واحد پول یورو استفاده نمی‌کند با رکود اقتصادی شدیدی روبه‌روست. بحران اقتصادی سبب شده که مازاد مالی به کسری بودجه تبدیل شود و تصور می‌شود که این کسری در سال ۲۰۱۲ معادل ۴٫۶ درصد تولید ناخالص داخلی باشد.
در دانمارک سطح زندگی بالاست، ولی منابع طبیعی کمی یافت می‌شود. کشاورزی و دامداری دانمارک بر اساس تعاون سازمان دارد. پنیر و دیگر لبنیات، گوشت خوک و گاو از جمله تولیداتی است که بیشتر آن صادر می‌گردد. حدود یک پنجم نیروی کار در بخش صنایع تولیدی است و صنایع آهن و فلزکاری، غذایی، آبجو سازی مهندسی و شیمیایی مهم‌ترین آنها محسوب می‌شود. هزینهٔ بالای سوخت وارداتی مشکلی برای اقتصاد کشور بوده‌است، ولی این وضع با اکتشاف نفت و گاز طبیعی دریای شمال تعدیل یافته‌است.